# Lambethkonferensen
Lambethkonferensen äger rum en gång var tionde år och är den anglikanska kyrkogemenskapens viktigaste möte. Ledare för konferensen är ärkebiskopen av Canterbury, och har namngetts efter hans residens Lambethpalatset, där konferensen tidigare anordnats.
Den första Lambethkonferensen hölls 1867 och den senaste år 2022. Olika frågor har dryftats vid de olika konferenserna som Socialism 1888, tro och vetenskap 1908 samt om kyrkans enhet och om krig och fred 1930.